# Riksrevisor
Riksrevisor är en svensk ämbetstitel för den person som leder Riksrevisionen.
Riksrevisionen leds av en riksrevisor som utses av Sveriges riksdag. Var och en väljer objekt för den granskning som sker under dennes ledning. Riksdagen väljer också en riksrevisionsdirektör att vara riksrevisorns ställföreträdare. Riksdagens beslut om utseende av riksrevisor och riksrevisionsdirektör bereds av konstitutionsutskottet. En riksrevisor utses för en mandatperiod av sju år utan möjlighet till omval.  Riksdagen får skilja en riksrevisor från uppdraget endast om riksrevisorn inte längre uppfyller de krav som gäller för uppdraget eller om riksrevisorn har gjort sig skyldig till allvarlig försummelse. Minst tre fjärdedelar av de röstande och mer än hälften av riksdagens ledamöter måste enas om beslutet att skilja en riksrevisor från uppdraget. 

## Riksrevisorns rapporter
Riksrevisorn får lämna redogörelser till riksdagen avseende revisionsberättelserna över årsredovisningen för staten, Sveriges riksbank och Stiftelsen Riksbankens jubileumsfond. Därutöver lämnar också riksrevisorn granskningsrapporter över effektivitetsrevisionen till riksdagen samt en årlig rapport för hela verksamheten. Rapporterna lämnas till riksdagsförvaltningen och görs tillgängliga för riksdagsledamöterna, varefter de anmäls vid ett sammanträde med riksdagens kammare.

## Lista över riksrevisorer
- 2003–2006: Kjell Larsson (förkortad initial mandatperiod)
- 2003–2008: Lennart Grufberg (förkortad initial mandatperiod)
- 2003–2010: Eva Lindström
- 2006–2009: Karin Lindell
- 2008–2015: Claes Norgren
- 2010–2013: Gudrun Antemar
- 2010–2015: Jan Landahl
- 2014–2017: Margareta Åberg (riksrevisor med administrativt ansvar)
- 2015–2016: Susanne Ackum
- 2015–2016: Ulf Bengtsson[2]
- 2017–2020: Stefan Lundgren (riksrevisor med administrativt ansvar)
- 2017–2018: Ingvar Mattson[3]
- 2017–2024: Helena Lindberg
- 2024–: Christina Gellerbrant Hagberg